# Guaranty Trust Bank
Die Guaranty Trust Bank plc ist die größte Bank Nigerias. Sie hat ihren Sitz in Victoria Island (Lagos) und ist als Universalbank tätig. Sie verfügt über eine Bilanzsumme von 1,525 Bio. NGN per 31. Dezember 2011 und erwirtschaftete im Geschäftsjahr 2011 einen Nettogewinn von 52,654 Mrd. NGN.

## Geschichte
Am 17. Januar 1990 wurde die Bank bei der Central Bank of Nigeria registriert.
Als eine private Gesellschaft mit beschränkter Haftung wurde sie im Juli 1990 registriert. Die Zulassung als Geschäftsbank erfolgte im August 1990 und der Geschäftsbetrieb wurde im Februar 1991 aufgenommen. Im September 1996 erfolgte der Börsengang ihrer Muttergesellschaft Guaranty Trust Holding Company PLC an der NSE.
Die Lizenz zur Universalbank wurde 2002 erteilt. Eine Zertifizierung nach ISO 9001:2000 erfolgte im Jahr 2006.
Am 26. Juli 2007 wurde die Bank, als erste subsaharische Bank und erste nigerianische Aktiengesellschaft, an der Londoner und deutschen Börse gelistet. Der Börsengang brachte $750.000.000 ein.
Die langfristigen internationalen Verbindlichkeiten der Guaranty Trust Bank plc werden von der Ratingagentur Standard & Poor’s mit einem Rating von B+ bzw. von Fitch mit einem Rating von B+ bewertet. Sie zählt damit zu den drei bestbewerteten Banken in Nigeria.
Als eine der ersten Banken bot man Internetbanking und SMS-Banking und als allererste, mobile Filialen an.
Vorstandsvorsitzender und Mitbegründer Tayo Aderinokun verstarb am 14. Juni 2011.

## Filialnetz und Expansionen
GTB unterhält in Nigeria 177 Filialen. Bisher werden landesweit 238 Geldautomaten betrieben.
Mit GTBank-on-wheels unterhält das Unternehmen, als erste nigerianische Bank, mobile Servicestellen.
Die Bank war ursprünglich zudem in Gambia, Ghana, Liberia, Republik Côte d’Ivoire und Sierra Leone tätig. Bis auf die Elfenbeinküste sind diese Länder bereits alle Mitglieder der „Eco-Zone“.
Eine Banklizenz für das Vereinigte Königreich wurde am 12. März 2008 erteilt.
2013 wurde die Mehrheit an der Fina Bank Group übernommen, die in Kenia, Ruanda und Uganda tätig ist. Dadurch wurde die Geschäftstätigkeit auf Ostafrika ausgeweitet.

## Auszeichnungen
- 1996, 2000, 2003, 2005, 2006 und 2008 Nigerian Stock Exchange Presidents Merit Award.
- 2006 und 2007, ausgezeichnet durch PricewaterhouseCoopers als die am meisten geschätzte Firma Nigerias.
- 2009 und 2010 Auszeichnung von KPMG als kundenorientierteste Bank Nigerias.